# Britt Jensen
Britt Jensen (født 1970) er en dansk socialdemokratisk politiker, der fra 2020 har været Rødovres borgmester.